# Limbrichterstraat (Sittard)
De Limbrichterstraat is een winkelstraat in de binnenstad van de Nederlandse stad Sittard. Deze loopt vanaf de Markt tot de Begijnenhofwal en de Brandstraat waar hij in overgaat. Zijstraten van de Limbrichterstraat zijn de Begijnenhofstraat, Rectorijgetske, Misboekstraat, Kerkstraatje en de Molenbeekstraat. De Limbrichterstraat is circa 200 meter lang.
Aan het westelijk uiteinde van de straat gaat ze over in de Brandstraat, hier wordt de omwalling van Sittard gekruist. Vroeger lag hier de Limbrichterpoort, een van de drie ingangen van de stad. Aan de Limbrichterstraat bevinden zich tal van monumenten waaronder een voormalige winkel op nummer 16 van Piet de Gruyter. Dit historische pand uit omstreeks 1600 was eerst eigendom van de vader van Toon Hermans. De meeste van de elf rijksmonumentale panden aan de Limbrichterstraat dateren uit de 17e en 18e eeuw.
Op de hoek van de Begijnenhofstraat en de Limbrichterstraat bevond zich vroeger een postkantoor, het pand is in neorenaissancestijl gebouwd. Aan de muur van dit pand is een schildering aangebracht in graffitivorm, deze is gemaakt door Annemarie van Rooijen. Het stelt begijnen voor, dit omdat vermoedelijk het begijnhof hier in de buurt heeft gezeten.
In de Limbrichterstraat bevinden zich ook een aantal gevelstenen, op de nummers 3-17-18-21-24-27-29-49-60a en 71.

## Fotogalerij

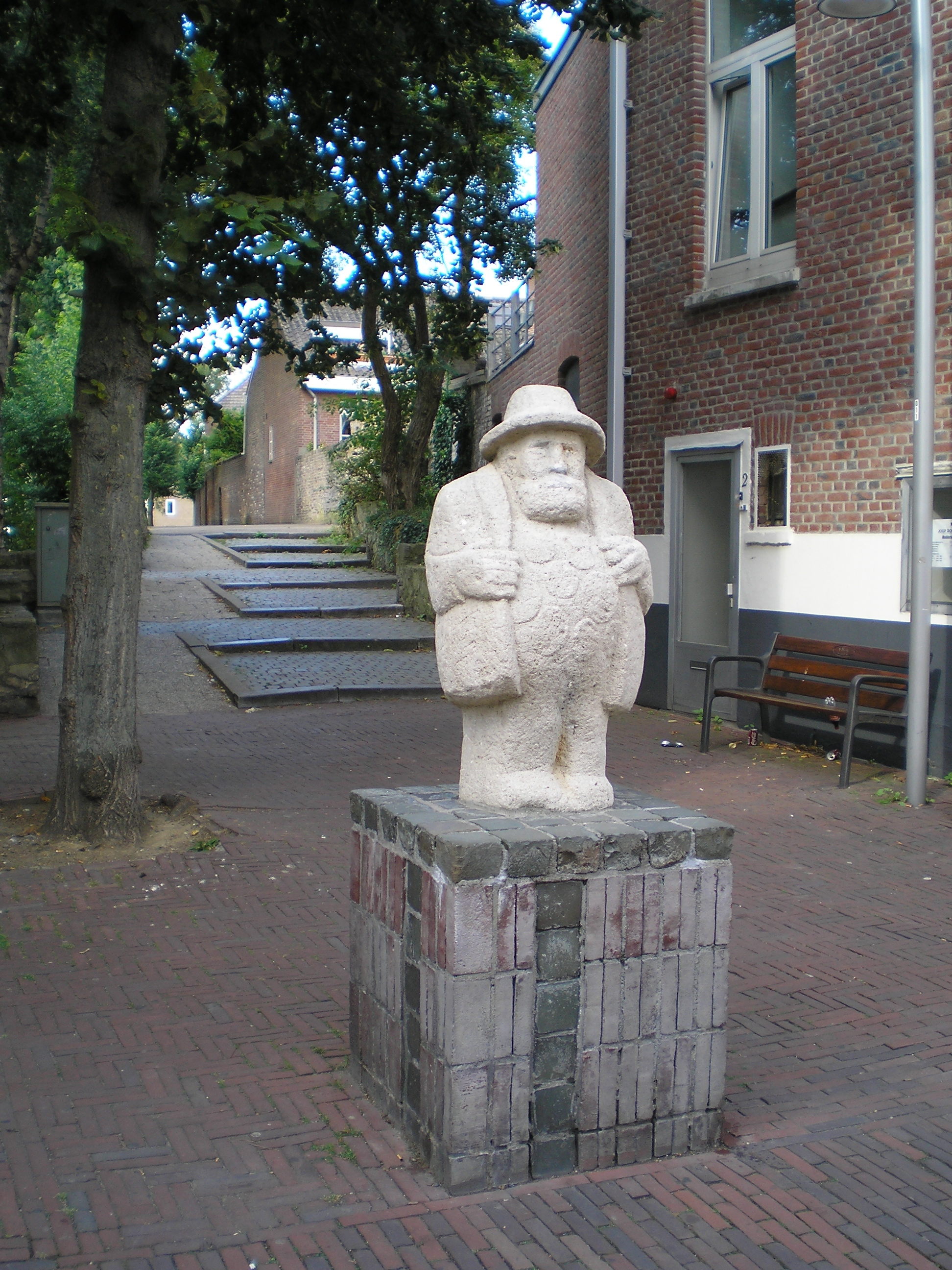
Beeld op de hoek Limbrichterstraat en de Begijnenhofwal
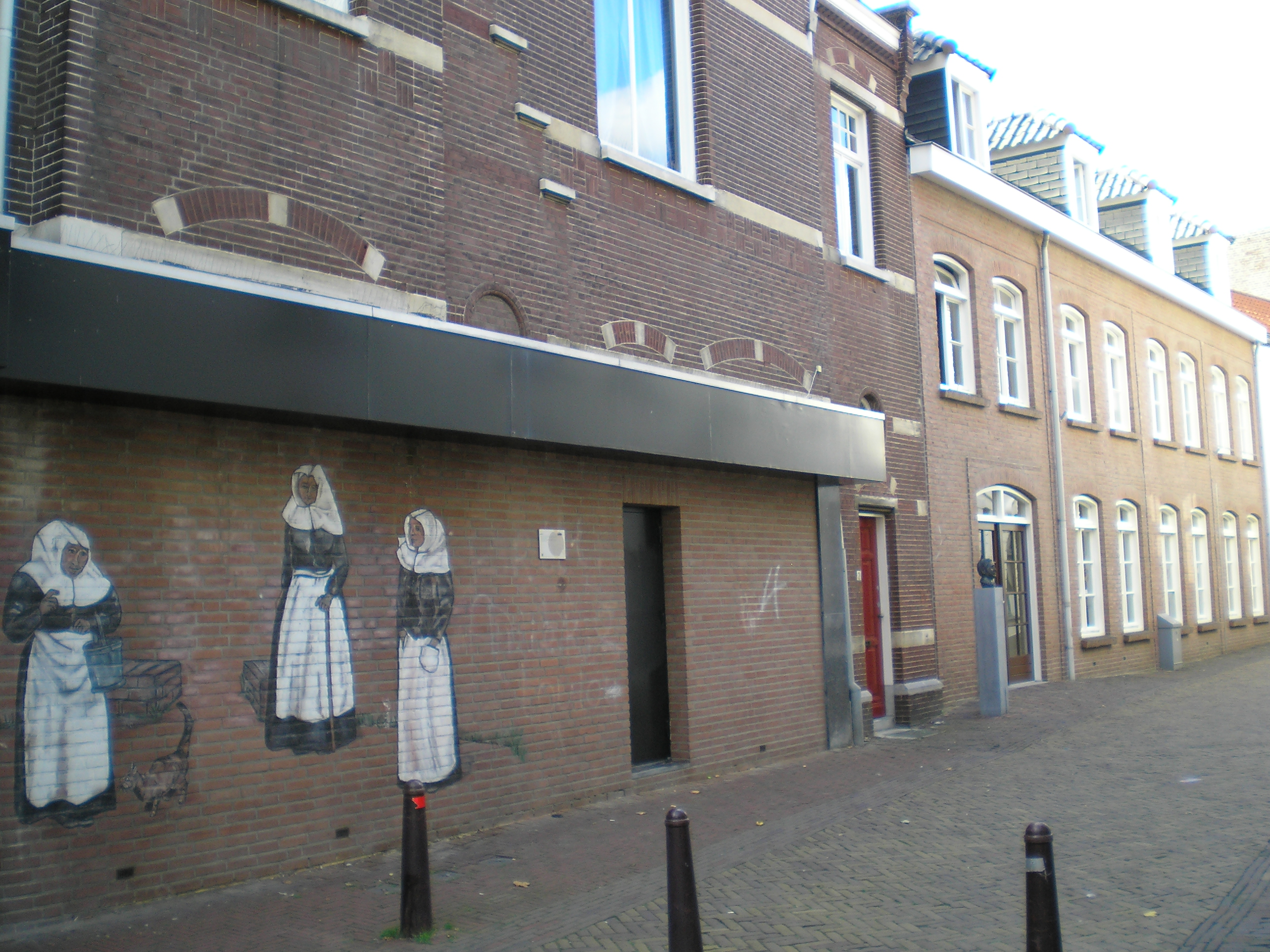
Muurtekening op het pand Beijnenhofstraat hoek Limbrichterstraat, voorstellende begijnen